# Fudbalski klub Crvena zvezda 2025-2026
Questa voce raccoglie le informazioni riguardanti la Fudbalski klub Crvena zvezda nelle competizioni ufficiali della stagione 2025-2026.

## Divise e sponsor
Per la stagione 2025-2026 lo sponsor tecnico è Macron, mentre il main sponsor sulla maglia è Gazprom.
| Casa | Trasferta | 3ª divisa |

## Rosa
Dati aggiornati al 15 agosto 2025.
| N. |                       | Ruolo | Calciatore        |
| -- | --------------------- | ----- | ----------------- |
| 1  | Brasile (bandiera)    | P     | Matheus           |
| 3  | Colombia (bandiera)   | D     | Keimer Sandoval   |
| 4  | Montenegro (bandiera) | C     | Mirko Ivanić ()   |
| 5  | Brasile (bandiera)    | D     | Rodrigão          |
| 6  | Gambia (bandiera)     | A     | Mahmudu Bajo      |
| 7  | Angola (bandiera)     | A     | Milson            |
| 8  | Serbia (bandiera)     | C     | Jovan Šljivić     |
| 9  | Senegal (bandiera)    | A     | Cherif Ndiaye     |
| 10 | Serbia (bandiera)     | C     | Aleksandar Katai  |
| 13 | Serbia (bandiera)     | D     | Miloš Veljković   |
| 14 | Nigeria (bandiera)    | A     | Peter Olayinka    |
| 17 | Brasile (bandiera)    | A     | Bruno Duarte      |
| 18 | Israele (bandiera)    | P     | Omri Glazer       |
| 19 | Serbia (bandiera)     | A     | Aleksa Damjanović |
| 21 | Slovenia (bandiera)   | C     | Timi Max Elšnik   |
| 22 | Serbia (bandiera)     | C     | Vasilije Kostov   |
| 24 | Serbia (bandiera)     | D     | Nikola Stanković  |

| N. |                                 | Ruolo | Calciatore           |
| -- | ------------------------------- | ----- | -------------------- |
| 23 | Armenia (bandiera)              | D     | Nair Tiknizjan       |
| 25 | Serbia (bandiera)               | D     | Stefan Leković       |
| 33 | Bosnia ed Erzegovina (bandiera) | C     | Rade Krunić          |
| 37 | Serbia (bandiera)               | A     | Vladimir Lučić       |
| 40 | Serbia (bandiera)               | A     | Luka Zarić           |
| 44 | Serbia (bandiera)               | D     | Veljko Milosavljević |
| 47 | Serbia (bandiera)               | D     | Strahinja Stojković  |
| 49 | Serbia (bandiera)               | A     | Nemanja Radonjić     |
| 50 | Serbia (bandiera)               | P     | Savo Radanović       |
| 60 | Macedonia del Nord (bandiera)   | C     | Matej Gaštarov       |
| 66 | Corea del Sud (bandiera)        | D     | Seol Young-woo       |
| 71 | Serbia (bandiera)               | D     | Adem Avdić           |
| 73 | Russia (bandiera)               | C     | Egor Prutsev         |
| 77 | Serbia (bandiera)               | P     | Ivan Guteša          |
| 80 | Gabon (bandiera)                | A     | Shavy Babicka        |
| 89 | Austria (bandiera)              | A     | Marko Arnautović     |

## Trasferimenti
Dati aggiornati al 29 luglio 2025.

### Sessione estiva
| Acquisti         | Acquisti              | Acquisti            | Acquisti                    |
| R.               | Nome                  | da                  | Modalità                    |
| ---------------- | --------------------- | ------------------- | --------------------------- |
| A                | Shavy Babicka         | Tolosa              | definitivo (4 milioni €)    |
| C                | Mahmudu Bajo          | DAC Dunajská Streda | definitivo (3.5 milioni €)  |
| D                | Franklin Tebo Uchenna | Sarpsborg           | definitivo (2.7 milioni €)  |
| D                | Nair Tiknizjan        | Lokomotiv Mosca     | definitivo (1.7 milioni €)  |
| P                | Matheus               | Braga               | definitivo (1.25 milioni €) |
| D                | Nikola Stanković      | Čukarički           | definitivo (500 mila €)     |
| A                | Marko Arnautović      |                     | definitivo (svincolato)     |
| D                | Miloš Veljković       |                     | definitivo (svincolato)     |
| P                | Balša Popović         |                     | definitivo (svincolato)     |
| D                | Rodrigão              |                     | definitivo (svincolato)     |
| D                | Adem Avdić            | OFK Belgrado        | rientro prestito            |
| A                | Lazar Jovanović       | OFK Belgrado        | rientro prestito            |
| D                | Stefan Leković        | Monza               | rientro prestito            |
| A                | Vladimir Lučić        | IMT Belgrado        | rientro prestito            |
| C                | Egor Prutsev          | Celje               | rientro prestito            |
| C                | Dálcio                | Ankaragücü          | rientro prestito            |
| A                | Uroš Kabić            | Čukarički           | rientro prestito            |
| D                | Bratislav Marić       | Grafičar Belgrado   | rientro prestito            |
| C                | Dragan Miranović      | Sutjeska            | rientro prestito            |
| A                | Ivan Nikčević         | Inđija              | rientro prestito            |
| D                | Luka Stojsavljević    | Zemun               | rientro prestito            |
| D                | Luka Bubanja          | Radnički Obrenovac  | rientro prestito            |
| C                | Nenad Krivokapić      | Jedinstvo Putevi    | rientro prestito            |
| A                | Luka Sandulović       | BASK Belgrado       | rientro prestito            |
| Altre operazioni |                       |                     |                             |
| R.               | Nome                  | da                  | Modalità                    |
| C                | Vasilije Kostov       |                     | aggregato dalle giovanili   |
| D                | David Đurić           |                     | aggregato dalle giovanili   |
| D                | Mamadou Fall          |                     | aggregato dalle giovanili   |
| D                | Stefan Gudelj         |                     | aggregato dalle giovanili   |
| C                | Adebayo Adeleke       |                     | aggregato dalle giovanili   |
| P                | Savo Radanović        |                     | aggregato dalle giovanili   |
| A                | José Luis Rodríguez   | Juárez              | rientro prestito            |
| C                | Matej Gaštarov        | Juárez              | aggregato dalle giovanili   |
| A                | Luka Zarić            |                     | aggregato dalle giovanili   |
| A                | Aleksa Damjanović     |                     | aggregato dalle giovanili   |

| Cessioni         | Cessioni            | Cessioni          | Cessioni                                                  |
| R.               | Nome                | a                 | Modalità                                                  |
| ---------------- | ------------------- | ----------------- | --------------------------------------------------------- |
| C                | Andrija Maksimović  | RB Lipsia         | definitiva (14 milioni €)                                 |
| A                | Lazar Jovanović     | Stoccarda         | definitiva (5 milioni €)                                  |
| D                | Strahinja Stojković | Saint-Étienne     | definitiva (2.3 milioni €)                                |
| D                | Ebenezer Annan      | Saint-Étienne     | definitiva (2 milioni €)                                  |
| C                | Luka Ilić           | Real Oviedo       | definitiva (2 milioni €)                                  |
| A                | José Luis Rodríguez | Juárez            | definitiva (esercizio opzione d'acquisto - 1,7 milioni €) |
| D                | Andrej Đurić        | Malmö FF          | definitiva (1,5 milioni €)                                |
| C                | Dálcio              |                   | definitiva (svincolato)                                   |
| C                | Guélor Kanga        |                   | definitiva (svincolato)                                   |
| D                | Milan Rodić         |                   | definitiva (svincolato)                                   |
| D                | Bratislav Marić     |                   | definitiva (svincolato)                                   |
| C                | Dragan Miranović    |                   | definitiva (svincolato)                                   |
| C                | Nenad Krivokapić    |                   | definitiva (svincolato)                                   |
| A                | Uroš Sremčević      | Mladost Lučani    | prestito                                                  |
| P                | Balša Popović       | OFK Belgrado      | prestito                                                  |
| A                | Uroš Kabić          | OFK Belgrado      | prestito                                                  |
| A                | Ivan Nikčević       |                   | definitiva (svincolato)                                   |
| D                | Luka Stojsavljević  |                   | svincolato                                                |
| D                | Luka Bubanja        |                   | svincolato                                                |
| A                | Luka Sandulović     |                   | svincolato                                                |
| A                | Silas               | Stoccarda         | fine prestito                                             |
| Altre operazioni |                     |                   |                                                           |
| R.               | Nome                | da                | Modalità                                                  |
| D                | Mamadou Fall        |                   | definitiva (svincolato)                                   |
| P                | Vuk Draškić         | Grafičar Belgrado | prestito                                                  |
| D                | David Đurić         | Grafičar Belgrado | prestito                                                  |
| D                | Stefan Gudelj       | Grafičar Belgrado | prestito                                                  |
| C                | Adebayo Adeleke     | Grafičar Belgrado | prestito                                                  |

## Risultati
Dati aggiornati al 20 agosto 2025.

### SuperLiga
Il 29 maggio 2025 è stato reso noto il calendario della SuperLiga 2025-26. La Stella Rossa ha affrontato alla 1ª giornata lo Javor Ivanjica.

### Regular season

#### Risultati
| Arbitro: | Predrag Janjuš |

|                                                                  |           |  |
| M. Ivanić 6’ R. Krunić 40’ M. Ivanić 57’ Bruno Duarte 77’ (rig.) | Marcatori |  |

| Arbitro: | Milan Ilić |

| |           |                   |
| M. Ivanić 23’ R. Krunić 43’ Milson 48’ Bruno Duarte 56’ (rig.) A. Katai 65’ A. Katai 70’ V. Kostov 89’ | Marcatori | 53’ N. Mituljikić |

| Novi Sad ... 2025, ore --:-- CEST 3ª giornata | Vojvodina | – rinviata referto | Stella Rossa | Stadion Karađorđe |

| Arbitro: | Danilo Nikolić |

|              |           |  |
| A. Katai 32’ | Marcatori |  |

| Arbitro: | Pavle Ilić |

|                  |           |                                                              |
| O. Bondžulić 67’ | Marcatori | 45+3’ V. Lučić 78’ (rig.) A. Katai 83’ A. Katai 87’ A. Katai |

| Belgrado 23 agosto 2025, ore --:-- CEST 6ª giornata | Stella Rossa | – rinviata | Čukarički | Stadion Rajko Mitić |

| Novi Pazar 30 agosto 2025, ore --:-- CEST 7ª giornata | Novi Pazar | – | Stella Rossa | Gradski stadion Novi Pazar |

| Belgrado 13 settembre 2025, ore --:-- CEST 8ª giornata | Stella Rossa | – | Železničar Pančevo | Stadion Rajko Mitić |

| Belgrado 30 settembre 2025, ore --:-- CEST 9ª giornata (Derby eterno) | Partizan | – | Stella Rossa | Stadion Partizana |

| Belgrado 27 settembre 2025, ore --:-- CEST 10ª giornata | Stella Rossa | – | Radnički Kragujevac | Stadion Rajko Mitić |

| Kragujevac 4 ottobre 2025, ore --:-- CEST 11ª giornata | Napredak Kruševac | – | Stella Rossa | Stadion Mladost |

| Belgrado 18 ottobre 2025, ore --:-- CEST 12ª giornata | Stella Rossa | – | IMT Belgrado | Stadion Rajko Mitić |

| Niš 25 ottobre 2025, ore --:-- CEST 13ª giornata | Radnički Niš | – | Stella Rossa | Stadion Čair |

| Belgrado 2 novembre 2025, ore --:-- CET 14ª giornata | Stella Rossa | – | Radnik Surdulica | Stadion Rajko Mitić |

| Subotica 8 novembre 2025, ore --:-- CET 15ª giornata | Spartak Subotica | – | Stella Rossa | Gradski stadion Subotika |

| Ivanjica 22 novembre 2025, ore --:-- CET 16ª giornata | Javor Ivanjica | – | Stella Rossa | Stadion kraj Moravice |

| Belgrado 29 novembre 2025, ore --:-- CET 17ª giornata | OFK Belgrado       | – | Stella Rossa | \| Arbitro: \| Stadion Omladinski \| |
| Arbitro:                                              | Stadion Omladinski |   |              |                                      |

| Belgrado 7 dicembre 2025, ore --:-- CEST 18ª giornata | Stella Rossa | – | Vojvodina | Stadion Rajko Mitić |

| Bačka Topola 13 dicembre 2025, ore --:-- CET 19ª giornata | TSC Bačka Topola | – | Stella Rossa | TSC Arena |

| Belgrado 20 dicembre 2025, ore --:-- CET 20ª giornata | Stella Rossa | – | Mladost Lučani | Stadion Rajko Mitić |

| Belgrado 31 gennaio 2026, ore --:-- CET 21ª giornata | Čukarički | – | Stella Rossa | Stadion FK Čukarički |

| Belgrado 7 febbraio 2026, ore --:-- CET 22ª giornata | Stella Rossa | – | Novi Pazar | Stadion Rajko Mitić |

| Pančevo 14 febbraio 2026, ore --:-- CET 23ª giornata | Železničar Pančevo | – | Stella Rossa | Stadion SC Mladost |

| Belgrado 21 febbraio 2026, ore --:-- CET 24ª giornata (Derby eterno) | Stella Rossa | – | Partizan | Stadion Rajko Mitić |

| Kragujevac 28 febbraio 2026, ore --:-- CET 25ª giornata | Radnički Kragujevac | – | Stella Rossa | Stadion Čika Dača |

| Belgrado 8 marzo 2026, ore --:-- CET 26ª giornata | Stella Rossa | – | Napredak Kruševac | Stadion Rajko Mitić |

| Loznica 14 marzo 2026, ore --:-- CET 27ª giornata | IMT Belgrado | – | Stella Rossa | Gradski stadion Lagator |

| Belgrado 21 marzo 2026, ore --:-- CET 28ª giornata | Stella Rossa | – | Radnički Niš | Stadion Rajko Mitić |

| Surdulica 4 aprile 2026, ore --:-- CET 29ª giornata | Radnik Surdulica | – | Stella Rossa | Gradski stadion Surdulica |

| Belgrado 8 aprile 2026, ore --:-- CET 30ª giornata | Stella Rossa | – | Spartak Subotica | Stadion Rajko Mitić |

### Kup Srbije
Facendo parte della massima divisione calcistica serba, la Stella Rossa comincerà la sua partecipazione alla Kup Srbije 2025-26 a partire dai sedicesimi di finale.

### UEFA Champions League
Avendo ottenuto il titolo della SuperLiga nella stagione precedente, la Stella Rossa ha ottenuto il diritto di partecipare alla Champions League 2025-26, accedendo alla manifestazione a partire dal secondo turno di qualificazione.

#### Secondo turno
Dal sorteggio del secondo turno, avvenuto presso la sede della UEFA di Nyon (Svizzera) il 18 giugno 2025, la Stella Rossa è stata accoppiata al Lincoln Red Imps (Gibilterra).

##### Risultati
| Arbitro: | Damian Kos |

|  |           |                  |
|  | Marcatori | 30’ Bruno Duarte |

| Arbitro: | António Nobre |

|                                                                     |           |                |
| A. Katai 8’ M. Ivanić 16’ Bruno Duarte 37’ Milson 44’ C. Ndiaye 75’ | Marcatori | 53’ T. De Barr |

Con il risultato aggregato di 6–1 in suo favore, la Stella Rossa ha eliminato il Lincoln Red Imps e si è qualificato al terzo turno di qualificazioni di Champions League.

#### Terzo turno
Dal sorteggio del terzo turno, avvenuto il 21 luglio 2025 presso la sede della UEFA di Nyon (Svizzera), la Stella Rossa è stata accoppiata al Lech Poznan (Polonia).

##### Risultati
| Arbitro: | Tobias Stieler |

|              |           |                                             |
| M. Ishak 34’ | Marcatori | 9’ R. Krunić 51’ R. Krunić 73’ Bruno Duarte |

| Arbitro: | François Letexier |

|                        |           |                |
| C. Ndiaye 45+1’ (rig.) | Marcatori | 90+3’ M. Ishak |

Con il risultato aggregato di 4–2 in proprio favore, la Stella Rossa ha eliminato il Lech Poznań e si è qualificato agli spareggi di Champions League.

#### Spareggi
Dal sorteggio degli spareggi, avvenuto il 4 agosto 2025 presso la sede della UEFA di Nyon (Svizzera), la Stella Rossa è stata accoppiata al Pafos (Cipro).

##### Risultati
| Arbitro: | Alejandro Hernández Hernández |

|                  |           |                               |
| Bruno Duarte 58’ | Marcatori | 1’ J. Correia 52’ (rig.) Pêpê |

| Limassol 26 agosto 2025, ore 21:00 EEST Spareggi (ritorno) | Pafos | – (tot: 2–1) referto | Stella Rossa | Limassol Arena |

## Statistiche
Dati aggiornati al 20 agosto 2025.

### Statistiche di squadra
| Competizione     | Punti | In casa | In casa | In casa | In casa | In casa | In casa | In trasferta | In trasferta | In trasferta | In trasferta | In trasferta | In trasferta | Totale | Totale | Totale | Totale | Totale | Totale | DR  |
| Competizione     | Punti | G       | V       | N       | P       | Gf      | Gs      | G            | V            | N            | P            | Gf           | Gs           | G      | V      | N      | P      | Gf     | Gs     | DR  |
| ---------------- | ----- | ------- | ------- | ------- | ------- | ------- | ------- | ------------ | ------------ | ------------ | ------------ | ------------ | ------------ | ------ | ------ | ------ | ------ | ------ | ------ | --- |
| SuperLiga        | 12    | 2       | 2       | 0       | 0       | 5       | 0       | 2            | 2            | 0            | 0            | 11           | 2            | 4      | 4      | 0      | 0      | 16     | 2      | +14 |
| Kup Srbije       | -     | 0       | 0       | 0       | 0       | 0       | 0       | 0            | 0            | 0            | 0            | 0            | 0            | 0      | 0      | 0      | 0      | 0      | 0      | 0   |
| Champions League | -     | 3       | 1       | 1       | 1       | 7       | 4       | 2            | 2            | 0            | 0            | 4            | 1            | 5      | 3      | 1      | 1      | 11     | 5      | +6  |
| Totale           | -     | 5       | 3       | 1       | 1       | 12      | 4       | 4            | 4            | 0            | 0            | 15           | 3            | 9      | 7      | 1      | 1      | 27     | 7      | +20 |

### Andamento in campionato

#### Premijer Liga

##### Regular season
| Giornata  | 1 | 2 | 3 | 4 | 5 | 6 | 7 | 8 | 9 | 10 | 11 | 12 | 13 | 14 | 15 | 16 | 17 | 18 | 19 | 20 | 21 | 22 | 23 | 24 | 25 | 26 | 27 | 28 | 29 | 30 |
| --------- | - | - | - | - | - | - | - | - | - | -- | -- | -- | -- | -- | -- | -- | -- | -- | -- | -- | -- | -- | -- | -- | -- | -- | -- | -- | -- | -- |
| Luogo     | C | C | T | C | T | C |   |   |   |    |    |    |    |    |    |    |    |    |    |    |    |    |    |    |    |    |    |    |    |    |
| Risultato | V | V | R | V | V | R |   |   |   |    |    |    |    |    |    |    |    |    |    |    |    |    |    |    |    |    |    |    |    |    |
| Posizione | ? | ? | ? | ? | ? | ? |   |   |   |    |    |    |    |    |    |    |    |    |    |    |    |    |    |    |    |    |    |    |    |    |

Legenda:

Luogo: C = Casa; T = Trasferta. Risultato: R = Rinviata; V = Vittoria; N = Pareggio; P = Sconfitta.

### Statistiche individuali
| Giocatore        | SuperLiga | SuperLiga | SuperLiga   | SuperLiga  | Kup Srbije | Kup Srbije | Kup Srbije  | Kup Srbije | Champions League | Champions League | Champions League | Champions League | Totale   | Totale | Totale      | Totale     |
| Giocatore        | Presenze  | Reti      | Ammonizioni | Espulsioni | Presenze   | Reti       | Ammonizioni | Espulsioni | Presenze         | Reti             | Ammonizioni      | Espulsioni       | Presenze | Reti   | Ammonizioni | Espulsioni |
| ---------------- | --------- | --------- | ----------- | ---------- | ---------- | ---------- | ----------- | ---------- | ---------------- | ---------------- | ---------------- | ---------------- | -------- | ------ | ----------- | ---------- |
| M. Arnautović    | -         | -         | -           | -          | -          | -          | -           | -          | 2                | 0                | 0                | 0                | 2        | 0      | 0           | 0          |
| A. Avdić         | 2         | 0         | 0           | 0          | -          | -          | -           | -          | -                | -                | -                | -                | 2        | 0      | 0           | 0          |
| S. Babicka       | 1         | 0         | 0           | 0          | -          | -          | -           | -          | 3                | 0                | 0                | 0                | 4        | 0      | 0           | 0          |
| M. Bajo          | 1         | 0         | 0           | 0          | -          | -          | -           | -          | 1                | 0                | 0                | 0                | 2        | 0      | 0           | 0          |
| Bruno Duarte     | 2         | 2         | 0           | 0          | -          | -          | -           | -          | 5                | 4                | 1                | 0                | 7        | 6      | 1           | 0          |
| A. Damjanović    | 2         | 0         | 0           | 0          | -          | -          | -           | -          | -                | -                | -                | -                | 2        | 0      | 0           | 0          |
| T.M. Elšnik      | 2         | 0         | 0           | 0          | -          | -          | -           | -          | 5                | 0                | 0                | 0                | 7        | 0      | 0           | 0          |
| M. Gaštarov      | 1         | 0         | 0           | 0          | -          | -          | -           | -          | -                | -                | -                | -                | 1        | 0      | 0           | 0          |
| O. Glazer        | 2         | -1        | 0           | 0          | -          | -          | -           | -          | -                | -                | -                | -                | 2        | -1     | 0           | 0          |
| M. Ivanić        | 2         | 3         | 0           | 0          | -          | -          | -           | -          | 4                | 1                | 1                | 0                | 6        | 4      | 1           | 0          |
| A. Katai         | 4         | 6         | 0           | 0          | -          | -          | -           | -          | 5                | 1                | 0                | 0                | 9        | 7      | 0           | 0          |
| V. Kostov        | 4         | 0         | 0           | 0          | -          | -          | -           | -          | 1                | 0                | 0                | 0                | 5        | 0      | 0           | 0          |
| R. Krunić        | 2         | 2         | 0           | 0          | -          | -          | -           | -          | 4                | 2                | 3                | 0                | 6        | 4      | 3           | 0          |
| S. Leković       | 3         | 0         | 0           | 0          | -          | -          | -           | -          | 1                | 0                | 0                | 0                | 4        | 0      | 0           | 0          |
| V. Lučić         | 3         | 1         | 0           | 0          | -          | -          | -           | -          | 3                | 0                | 0                | 0                | 6        | 1      | 0           | 0          |
| Matheus          | 2         | -1        | 0           | 0          | -          | -          | -           | -          | 5                | -5               | 0                | 0                | 7        | -6     | 0           | 0          |
| V. Milosavljević | 3         | 0         | 0           | 0          | -          | -          | -           | -          | 4                | 0                | 0                | 0                | 7        | 0      | 0           | 0          |
| Milson           | 4         | 1         | 0           | 0          | -          | -          | -           | -          | 5                | 1                | 2                | 0                | 9        | 2      | 2           | 0          |
| C. Ndiaye        | 2         | 0         | 0           | 0          | -          | -          | -           | -          | 4                | 2                | 0                | 0                | 6        | 2      | 0           | 0          |
| P. Olayinka      | 2         | 0         | 0           | 0          | -          | -          | -           | -          | 3                | 0                | 0                | 0                | 5        | 0      | 0           | 0          |
| E. Prucev        | 1         | 0         | 0           | 0          | -          | -          | -           | -          | -                | -                | -                | -                | 1        | 0      | 0           | 0          |
| N. Radonjić      | 2         | 0         | 0           | 0          | -          | -          | -           | -          | 2                | 0                | 0                | 0                | 4        | 0      | 0           | 0          |
| Rodrigão         | 1         | 0         | 0           | 0          | -          | -          | -           | -          | 4                | 0                | 0                | 1                | 5        | 0      | 0           | 1          |
| K. Sandoval      | 1         | 0         | 0           | 0          | -          | -          | -           | -          | -                | -                | -                | -                | 1        | 0      | 0           | 0          |
| Y.-W. Seol       | 2         | 0         | 0           | 0          | -          | -          | -           | -          | 4                | 0                | 0                | 1                | 6        | 0      | 0           | 1          |
| J. Šljivić       | 3         | 0         | 0           | 0          | -          | -          | -           | -          | 1                | 0                | 0                | 0                | 4        | 0      | 0           | 0          |
| N. Stanković     | 2         | 0         | 0           | 0          | -          | -          | -           | -          | -                | -                | -                | -                | 2        | 0      | 0           | 0          |
| N. Tiknizjan     | 2         | 0         | 0           | 0          | -          | -          | -           | -          | 5                | 0                | 0                | 0                | 7        | 0      | 0           | 0          |
| M. Veljković     | 1         | 0         | 0           | 0          | -          | -          | -           | -          | 5                | 0                | 2                | 0                | 6        | 0      | 2           | 0          |
| L. Zarić         | 1         | 0         | 0           | 0          | -          | -          | -           | -          | -                | -                | -                | -                | 1        | 0      | 0           | 0          |